# Rifugio Ai Caduti dell’Adamello
Das Rifugio Ai Caduti dell’Adamello (zu deutsch in etwa: Hütte der (während des Ersten Weltkrieges) Gefallenen (Soldaten) am Adamello) ist eine alpine Schutzhütte in der italienischen Provinz Trient in der Adamellogruppe. Sie liegt auf einer Höhe von 3040 m s.l.m. innerhalb der Gemeinde Spiazzo und gehört der gleichnamigen Stiftung Ai Caduti dell’Adamello. Die Hütte wird in der Regel von Mitte Juni bis Mitte September durchgehend sowie zur Skitourensaison von Mitte März bis Anfang Mai bewirtschaftet. Sie bietet 100 Bergsteigern Schlafplätze und verfügt über einen Winterraum mit 8 Betten.

## Lage
Das Rifugio Ai Caduti dell’Adamello liegt im Naturpark Adamello-Brenta unweit des Lobbiapasses (ital. Passo della Lobbia Alta) oberhalb des Mandronegletschers.

## Geschichte
Das Rifugio Ai Caduti dell’Adamello entstand in den 1920er Jahren auf den Resten ehemaliger Kriegsstellungen aus der Zeit des Ersten Weltkrieges. So hatten im Sommer 1916 die Alpini eine vormals von österreichisch-ungarischen Truppen erbaute Position mit Baracken und Schützengräben erobert. Aufgrund der geschützten Lage am Rande des Gletschers unterhalb der Lobbia Alta wurde die Position in der Folgezeit zu einem größeren Lager ausgebaut, in dem das italienische Abschnittskommando in einer kleinen Kaserne, benannt nach dem italienischen General und Abschnittskommandanten Carlo Giordana, untergebracht war.

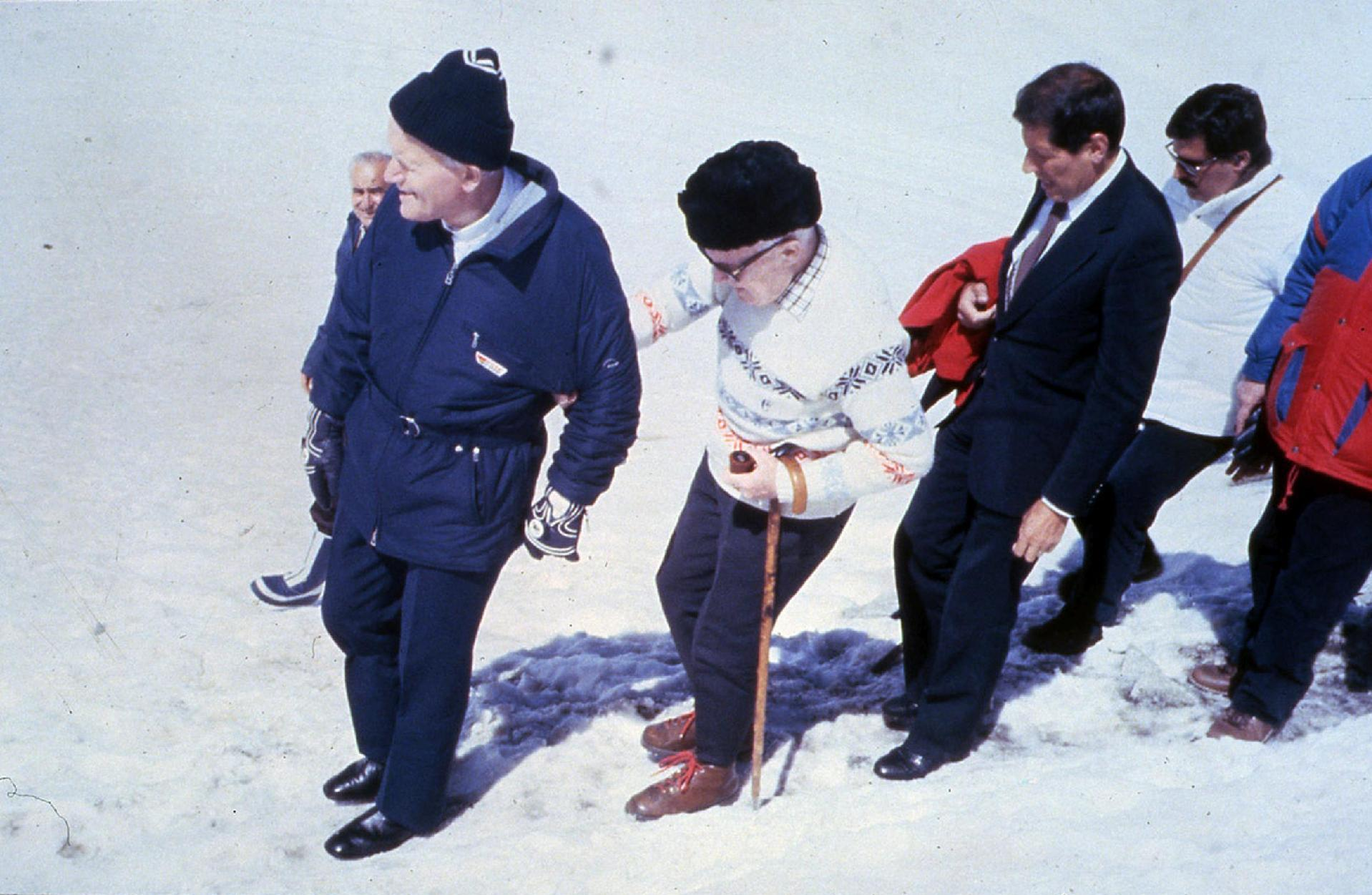
Papst Johannes Paul II. und Sandro Pertini auf dem Mandrone-Gletscher (1984)

Nach Ende des Krieges machte sich schnell der Gedanke breit, eine Schutzhütte zum Gedenken an die auf dem Adamello gefallenen Soldaten zu errichten. Nach einjähriger Bauzeit konnte das Rifugio im Sommer 1929 eröffnet werden. Der zweistöckige Bau bot 20 Schlafplätze, Küche, Bad und Speisesaal. Bereits 1933 wurde die Hütte erweitert, um eine der ersten Sommerskischulen in Italien Platz zu bieten. Bei dieser Erweiterung wurde auch ein großer Speisesaal mit Ausblick auf den darunter liegenden zum Mandronegletscher gehörenden Pian di Neve geschaffen. Zu diesem Zeitpunkt lag der Gletscher in etwa noch auf Höhe des Rifugio.
1945 folgte mit dem Anbau des Nordwestflügels ein weiterer Ausbau. In der Folgezeit begann die Hütte bedingt durch den Gletscherschwund langsam abzurutschen. So senkte sich der Gletscher von den 1930er bis in die 1960er Jahre um die 30 Meter. Es bildeten sich Risse im Gebäude und die Terrasse stürzte ein, so dass ein massives Stahlbetonfundament als Stützmauer errichtet werden musste. Dieses Fundament konnte das weitere Abrutschen bis in die 1980er Jahre verhindern.
1984 war Papst Johannes Paul II. im Rifugio zu Gast, als er unter dem Beisein des damaligen italienischen Staatspräsidenten Sandro Pertini eine Skitour auf dem Gletscher unternahm. Johannes Paul II. machte hier nochmals 1988 Station, als er eine Messe am Passo della Lobbia abhielt.
Im Jahr 2000 wurde die Stiftung Ai Caduti dell’Adamello gegründet, um die nötigen Gelder für die dringende Sanierung der Hütte aufzubringen. Der Stiftung gehören die Provinzen Trient und Brescia, die Gemeinden des Val Rendena und Valcamonica, die CAI-Sektion Brescia sowie weitere öffentliche und private Einrichtungen an. Zwischen 2003 und 2005 wurde das Rifugio für 6,4 Millionen Euro saniert und renoviert. Bei den Arbeiten legte man besonderes Augenmerk auf eine innovative autarke Stromversorgung.  So wird über einen geschlossenen Kreislauf anhand von Solarzellen und dem Vektor Wasserstoff Strom generiert und gespeichert, der, wenn die Hütte geschlossen ist, über Fernwartung von der Fakultät für Physik der Universität Trient gesteuert wird. Im Oktober 2005 wurde das Rifugio wiedereröffnet.

## Zugänge
- Vom Rifugio Adamello Collini “Al Bédole”, 1641 m, im Val di Genova ⊙ auf Weg 241 in 5 Stunden

## Nachbarhütten und Übergänge
- Zum Rifugio Mandrone, 2449 m ⊙ auf Weg 236, in 3 Stunden
- Zum Rifugio Giuseppe Garibaldi, 2553 m ⊙ in 4 Stunden
- Zum Rifugio Val di Fumo, 1909 m ⊙ in 4 Stunden
- Zum Rifugio Carè Alto, 2459 m ⊙ in 6–7 Stunden